# Didrik Slagheck
Didrik Slagheck (død 24. januar 1522 i København) var en dansk ærkebiskop. 
Slaghecks historie, før han kom til Danmark, ligger i det dunkle. Han var en præstesøn fra Westfalen, han har haft en stilling ved pavehoffet og har opholdt sig i Nederlandene, før han 1517 træffes i Norden i den pavelige afladskræmmer Arcimboldus tjeneste. Han kom (måske under deres ophold i Bergen) i forbindelse med Sigbrit, hvis forkærlighed for Paracelsus medicinske og naturvidenskabelige ideer han synes at have delt, og han forrådte Arcimboldus' planer med Sten Sture til Christian II og Sigbrit. 
Derefter blev han kongens sekretær og arbejdede 1519 og 1520 for hans sag mod Sten Sture i Rom, hvor paven gav ham dekanatet i Roskilde. I efteråret 1520 var han kongens hjælper i Stockholm. Slagheck fik  ansvaret for den praktiske afvikling af Blodbadet. Nogle kilder nævner, at han var stærkt beruset. 
Efter blodbadet blev han udnævnt til biskop i Skara, kongelig statholder og formand for regeringskommissionen i Sverige. Han fik lejlighed til at vise både sin råhed og uduelighed.  
I Västerås overtalte han de mænd, som holdt borgen, til at overgive sig mod frit lejde. Men de blev slæbt til Sortebrødreklostret og henrettet der 
Han blev kaldt til København, men Sigbrit afværgede uvejret, og kongen fik endog paven til at udnævne ham til ærkebiskop i Lund. Slagheck var nu de facto alle nordiske kirkers leder som Nordens Primas, 
I november 1521 holdt han sit indtog i Lund, men snart rejstes der sag mod ham for hans fremfærd i Sverige, og 24. januar 1522 blev han brændt på Gammeltorv i København. Kongen forsøgte at give ham skylden for blodbadet og især for de to henrettede biskopper.
Didrik Slagheck er ganske kort omtalt i Johannes V. Jensens roman Kongens Fald i kapitlet Consumatum est. Her hedder det
| „ | Men Didrik Slagheck var en velskabt Mand. Desværre vanheldedes han over hele Kroppen af violette Stjærner, Mærker efter den franske Syge, de sad stemplet saa tæt som Pilene i St. Sebastians Legeme. Didrik Slagheck havde en Abes Hoved, fordi hans Næse var falden ind ved Roden. | “ |